# 萨尔瓦托雷·巴尼
萨尔瓦托雷·巴尼（義大利語：Salvatore Bagni，1956年9月25日—），意大利那种足球运动员，场上位置是中场。他曾代表意大利国家队参加1986年国际足联世界杯，结果止步十六强。